# Waśkowyczi (przystanek kolejowy)
Waśkowyczi (ukr. Васьковичі) – przystanek kolejowy w miejscowości Waśkowyczi, w rejonie korosteńskim, w obwodzie żytomierskim, na Ukrainie. Położony jest na linii Kalinkowicze – Szepetówka.